# Maeda Oszamu
Maeda Oszamu (Fukuoka, 1965. szeptember 5. –) japán válogatott labdarúgó.
A japán válogatott tagjaként részt vett az 1988-as Ázsia-kupán.

## Statisztika
| Japán válogatott | Japán válogatott | Japán válogatott |
| Időszak          | Mérk.            | gól              |
| ---------------- | ---------------- | ---------------- |
| 1988             | 5                | 1                |
| 1989             | 9                | 5                |
| Összesen         | 14               | 6                |